# Акман, Айхан
Айха́н Акма́н (тур. Ayhan Akman; род. 23 февраля 1977, Инегёль, Бурса) — турецкий футболист, полузащитник, длительное время выступал за «Галатасарай».
Его сыновья Хамза и Эфе футболисты "Галатасарая". Его племянник Али также футболист.

## Карьера
С 1993 года играл за «Инегёльспор». Вскоре он перешёл в «Газиантепспор» и играл там до 1998 года. Потом он перешёл в «Бешикташ». С 2001 года и до завершения карьеры в 2012 году Айхан играл за «Галатасарай».
Кроме этого Айхан с 1998 по 2009 годы сыграл 22 матча за сборную Турции.

## Достижения
- Чемпион Турции: 2001/02, 2005/06, 2007/08, 2011/12
- Обладатель Кубка Турции: 1998, 2005
- Бронзовый призёр чемпионата Европы: 2008